# Balestrino
Balestrino (en ligur Bârestìn o Balestrin) és un comune italià, situat a la regió de la Ligúria i a la província de Savona. El 2015 tenia 595 habitants.

## Geografia
Té una superfície de 11,27 km² i les frazioni de Bergalla, Borgo, Cuneo i Poggio. Limita amb Castelvecchio di Rocca Barbena, Ceriale, Cisano sul Neva, Toirano i Zuccarello.

## Evolució demogràfica
| Gràfica d'evolució de Balestrino entre 1861 i 2011 |
|                                                    |
| Font: ISTAT                                        |